# Châtellenot
Châtellenot é uma comuna francesa na região administrativa da Borgonha-Franco-Condado, no departamento de Côte-d'Or. Estende-se por uma área de 11,38 km². Em 2010 a comuna tinha 159 habitantes (densidade: 14 hab./km²).